# Klavdiya Ivanovna Shulzhenko
Klavdiya Ivanovna Shulzhenko (tiếng Nga: Кла́вдия Ива́новна Шульже́нко, tiếng Ukraina: Клавдія Іванівна Шульженко; 24 tháng 3 [lịch cũ 11 tháng 3] năm 1906, Kharkov – 17 tháng 6 năm 1984, Moskva) là một nữ ca sĩ và diễn viên người Liên Xô.

## Tiểu sử
Shulzhenko bắt đầu hát với các ban nhạc jazz và pop vào cuối những năm 1920. Cô trở nên nổi tiếng vào cuối những năm 1930 với phiên bản La Paloma của Sebastian Yradier. Năm 1939, cô được trao giải tại cuộc thi ca sĩ nhạc pop toàn Liên Xô đầu tiên.
Trong Thế chiến II, Shulzhenko đã thực hiện khoảng một ngàn buổi hòa nhạc cho những người lính Liên Xô bị bao vây ở Leningrad và những nơi khác. Lời bài hát của một trong những bài hát trước chiến tranh của cô, The Blue Headscarf, đã được điều chỉnh để phù hợp với thực tế thời chiến. Một bài hát mang tính biểu tượng khác của Mặt trận phía đông (Thế chiến II), Hãy hút thuốc, sau đó đã được Vladimir Menshov sử dụng trong bộ phim giành giải Oscar của ông, Moscow Does not Bel Bel In Tears.
Năm 1945, Shulzhenko được trao tặng Huân chương Sao đỏ. Cô, với tư cách là ca sĩ nhạc pop truyền thống, được đặt tên là Nghệ sĩ Nhân dân Liên Xô vào năm 1971.
Vào ngày 10 tháng 4 năm 1976, Shulzhenko đã biểu diễn cho khán giả mê mẩn trong Hội trường Cột của Ủy ban Công đoàn Liên Xô và nó trở thành buổi hòa nhạc nổi tiếng nhất của cô. 